# Bob Attersley
Robert Allan „Bob“ Attersley (* 13. August 1933 in Oshawa, Ontario; † 12. März 2010 in Ajax, Ontario) war ein kanadischer Eishockeyspieler und Kommunalpolitiker.

## Karriere
Der aus Oshawa stammende Attersley begann seine sportliche Laufbahn bei den Oshawa Generals. In der Saison 1952/53 war Attersley der wertvollste Spieler der Ontario Hockey League und gewann als solcher die Red Tilson Trophy.
Später spielte er für drei Saisons für die Whitby Dunlops. In dieser Zeit gewann die Mannschaft unter anderem im Jahr 1957 den Allan Cup und wurde 1958 Eishockey-Weltmeister. Der Gewinn der Eishockey-Weltmeisterschaft stellte den Höhepunkt in Attersleys Karriere da und trug sehr zu seiner späteren Popularität bei. Diese gründet sich unter anderem darauf, dass Attersley im Finalspiel gegen die UdSSR im Jordal Amfi in Oslo das Siegtor erzielte.
1959 gewannen die Whitby Dunlops erneut den Allan Cup und erwarben somit das Recht, Kanada bei den Olympischen Winterspielen 1960 in Squaw Valley zu vertreten, was sie jedoch ablehnten. Stattdessen vertraten die Kitchener-Waterloo Dutchmen Kanada bei diesen Winterspielen. Die Dutchmen boten Attersley daraufhin an, in ihrer Mannschaft zu spielen. Er nahm das Angebot an und gewann mit der Mannschaft die Silbermedaille.

### Politische Laufbahn und Tod
Nach Beendigung seiner sportlichen Karriere begann Attersley politisch aktiv zu werden. Von 1980 bis 1991 war er Bürgermeister von Whitby und bekleidete damit die längste Amtszeit in der Geschichte der Stadt.
Attersley starb nach kurzer Krankheit am 12. März 2010. An seiner Beisetzung, die fünf Tage später stattfand, nahm unter anderem der kanadische Finanzminister Jim Flaherty teil, der ein guter Freund von Attersley war.

## Erfolge und Auszeichnungen
- 1953 Red Tilson Trophy
- 1957 Allan-Cup-Gewinn mit den Whitby Dunlops
- 1958 Goldmedaille bei der Weltmeisterschaft
- 1959 Allan-Cup-Gewinn mit den Whitby Dunlops
- 1960 Silbermedaille bei den Olympischen Winterspielen